# Aramazd
Aramazd (armeni: Արամազդ, romanitzat: Aramazd) era el déu principal i creador en el zoroastrisme.  La divinitat i el seu nom derivaven d'Ahura Mazda després de la conquesta meda d'Armènia en els segle VI ae. Era considerat un déu generós, de la fertilitat, la pluja i l'abundància, així com el pare dels altres déus. Com Ahura Mazda, rarament apareix amb l'esposa, tot i que a vegades fos descrit com a marit d'Anahita o Espandaramet.

## Nom
La fusió d'Ahura Mazda apareix per primera vegada en persa antic en la Inscripció de Behistun, esculpida pel rei dels reis aquemènida Darios el Gran (r. 522 ae-486 ae), que es refereix a la deïtat com a Auramazdāha. Alguns documents avèstics continuaren escrivint el nom amb dos mots, una forma que devia estar acceptada a Armènia. Aramazda - Aramazd és la forma parta d'Ahura Mazda, que també apareix al segle I ae en grec com Aramasdes (Ἀραμάσδης, Aramásdēs).

## Història
El moment que el culte d'Aramazd comença és incert; s'especula que puga haver sorgit després de la conquesta meda de l'altiplà Armeni en el segle VI ae, donada la seua relació amb Ahura Mazda. Aramazd, Mir, Anahita, Vahan Vahan i Tir eren les divinitats dominants del panteó armeni. Més tard, es va intentar reformar el panteó, reduint-lo a tres divinitats principals: Aramazd, Anahita i Vahan. Armen Petrosyan ha argumentat que, una vegada la grafia parta (Aramazd) va prevaler com el nom amb què el déu es coneix en les fonts armènies tardanes, és possible que el panteó armeni s'organitzàs entre els segles II-I ae, pels artàxides, tot basant-se en el culte part de l'època. El principal santuari d'Aramazd era a Ani de Daranaliq (actual Kemah), a l'Alta Armènia. Admetent que Ani siga el lloc de l'antiga ciutat de Cumaca (Kummaha), el nom del qual té paral·lels amb altres centres hurro-urartites i hitites amb coneguts cultes al déu del tro Tessub, és possible que Ani abrigàs el culte d'alguna variant local de Tessub, que més tard s'associaria a Aramazd. Altres santuaris n'hi havia a Bagavan, que romania a prop de la seu del poder a la plana de l'Ararat, a Aghtsk, i a Andzevatsik, a Baspracània, on era adorat al costat de Astlic.
En el zoroastrisme, Ahura Mazda és creador de riquesa i, per tant, els armenis admiraven Aramazd com el donant de parart-utiwn (una paraula prestada de l'iranià, que significa 'greix', 'abundància'). Fou assumit com un déu dels trons, creador del cel i de la terra (ararič‘ erkni ew erkri) i pare de tots els déus, incloent-hi Anahita, Mir i Nane. Armen Petrosyan suggereix que Aramazd també ha d'haver estat considerat com a pare dels reis Arxakuní, la necròpoli dels quals era Ani. Com Ahura Mazda, rarament apareix amb esposa, tot i que a vegades se'l descriu com a marit d'Anahita o Espandaramet. Com a parella, se'ls celebrava l'Any Nou armeni (1 de Navasard, o siga, l'11 d'agost) i els dies subsegüents i el seu culte té paral·lels amb el de Tessub i la seua esposa. A l'Any Nou, hi havia pelegrins que viatjaven a Ani i Bagauna per a honorar Aramazd. Moisés de Khorén va atribuir la fundació de l'altar de Bagauna al "darrer Tigranes" i l'establiment del festival d'Any Nou al rei Valarsaces (segle III ae). Després de la cristianització d'Armènia, va ser instituït per Gregori l'Il·luminador i Tiridates III (r. 298 -330) una celebració aquest dia per a Joan Baptista a Bagarana, una de les capitals del regne, en substitució de l'antiga tradició pagana.
Una de les característiques del zoroastrisme part era que tenien estàtues de culte als déus, que els armenis imitaven. En el Període hel·lenístic, les estàtues gregues d'Aramazd, Mir i Nane han d'haver estat construïdes en els santuaris d'aquests déus a l'Alta Armènia, i això reforçava els seus respectius cultes, amb un toc hel·lènic. Al Mont Nemrut, el rei oròntida Antíoc I (r. 70-31 ae) va erigir estàtues monumentals dels déus adorats al Regne de Commagena, entre elles de Zeus-Ormazd, la forma hel·lenitzada del nom Aramazd/Ahura Mazda. El nom urartià de Commagena era Cumaca (Qumaha; en accadi: Kummuhu), que correspon al nom hitita de la ciutat que va antecedir Ani. Això pot indicar que el país estava íntimament relacionat amb Tessub i que Ormazd, com Aramazd, té relacions amb aquest déu. Malgrat això, i encara que el panteó de Commagena fos, en essència, idèntic a l'armeni, la forma amb què alguns teònims de Commagena es documenten reforça que la seua tradició de culte era més propera a la dels déus iranians, com la relació Mitra-Apol·lo iraniana, en detriment de la relació Mir-Hefest armènia.

## Associació amb altres divinitats
Aramazd barreja moltes característiques diferents que probablement hereta d'altres déus que van servir com a prototips per a la seua constitució com a déu propi, com ara Tessub. En la tradició grega de l'obra d'Agatàngelos, Aramazd s'identifica amb Zeus per la interpretatio graeca i com a "tronador", segons la tradició preservada per Moisés de Khorén (II.86). Malgrat això, en la tradició de la mateixa obra, s'al·legar que el déu adorat a Ani era Cronos, pare de Zeus, que d'acord amb els mites grecs fou fet presoner al Tàrtar després de la titanomàquia. Aquesta associació inusual pot haver estat la temptativa del traductor de matisar un dels aspectes de Zeus com un potencial rei del submon, ja que els déus suprems són capaços de governar les tres parts del món (cel, terra i submon) en paral·lel.
D'acord amb Moisés de Khorén, Nina de Geòrgia, en la seua recerca per a convertir al cristianisme el Regne d'Ibèria, va destruir l'estàtua d'Aramazd de Mtskheta. Aquesta menció pot revelar una probable correlació d'aquest déu amb Armazi, si es considera que ambdós tenen un aspecte de déu del tro. N'hi hagué alguna discordança entre els estudiosos pel que fa a la relació entre Aramazd, Amanor i Vanatur, però l'evidència indica més fortament que Vanatur (Senyor del Vana) era un títol a la divinitat principal i que Amanor era un substantiu comú referit a l'Any Nou i un títol a la divinitat la celebració de la qual es feia l'Any Nou (Vanatur).